# Evermannia
Evermannia is een geslacht van straalvinnige vissen uit de familie van grondels (Gobiidae).

## Soorten
- Evermannia erici Bussing, 1983
- Evermannia longipinnis (Steindachner, 1879)
- Evermannia panamensis Gilbert & Starks, 1904
- Evermannia zosterura (Jordan & Gilbert, 1882)